# Liste der schwedischen Feldmarschälle

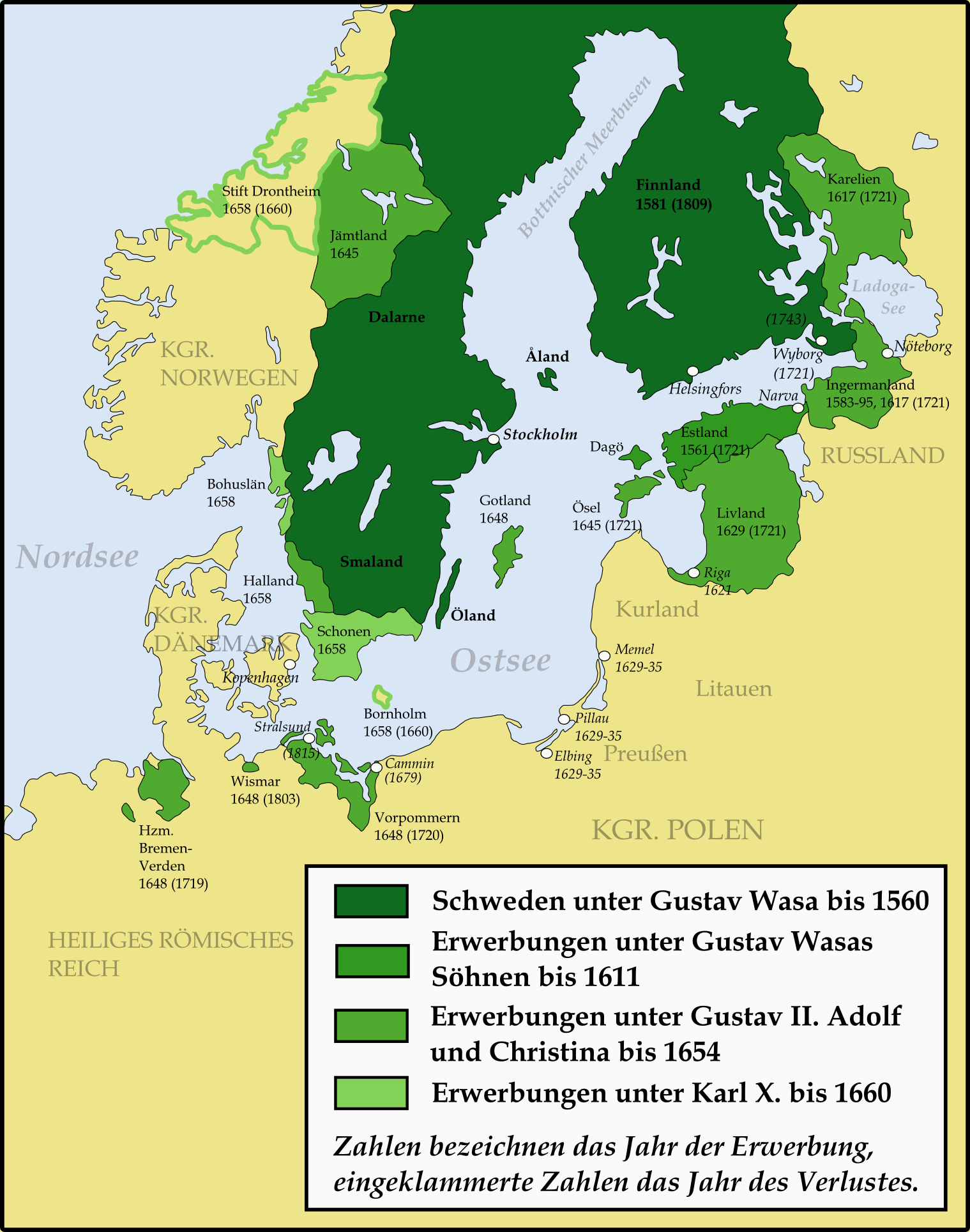
Entwicklung des schwedischen Reiches von 1560 bis 1815

Die Zeit der schwedischen Feldmarschälle begann mit dem Entstehen des schwedischen Reiches unter König Erik XIV. Viele Namen sind in Deutschland aus der Zeit des Dreißigjährigen Krieges bekannt (Knyphausen, Baner, Torstenson u. a.). Mit dem Verlust der Ostseeprovinzen (Livland) und der deutschen Provinzen (Pommern) verlor auch das Amt des Feldmarschalls seine Bedeutung, so dass es im 19. Jahrhundert aufhörte zu existieren.

## Liste der schwedischen Feldmarschälle
| Name                                    | Ernennung | Bemerkung                                                |
| --------------------------------------- | --------- | -------------------------------------------------------- |
| Klas Kristersson Horn zu Åminne         | 1561      |                                                          |
| Göran Boije                             | 1576      |                                                          |
| Carl Henriksson Horn zu Kanckas         | 1580      |                                                          |
| Hans Wachtmeister                       | 1582      |                                                          |
| Pontus De la Gardie                     | 1582      |                                                          |
| Otto Uexküll                            | 1594      |                                                          |
| Reinhold Anrep                          | 1602      |                                                          |
| Christer Somme                          | 1608      |                                                          |
| Evert Horn zu Kanckas                   | 1613      | Sohn von Carl Henriksson Horn                            |
| Jakob De la Gardie                      | 1615      | Sohn von Pontus De la Gardie                             |
| Jesper Mattson Cruus zu Edeby           | 1615      | Schwiegersohn von Pontus De la Gardie                    |
| Carl Carlsson Gyllenhielm               | 1616      | errichtete Schwedens erste Volksschule                   |
| Hermann von Wrangel zu Salmis           | 1621      |                                                          |
| Åke Tott                                | 1631      |                                                          |
| Dodo zu Innhausen und Knyphausen        | 1633      |                                                          |
| Johan Banér                             | 1634      |                                                          |
| Alexander Leslie                        | 1636      |                                                          |
| Lennart Torstenson                      | 1641      |                                                          |
| Gustaf Carlsson Horn von Björneborg     | 1644      | Sohn von Carl Henriksson Horn                            |
| Carl Gustav Wrangel zu Salmis           | 1646      | Sohn von Hermann von Wrangel                             |
| Lars Kagg                               | 1648      |                                                          |
| Hans Christoph von Königsmarck          | 1655      |                                                          |
| Gustaf Adolf Lewenhaupt                 | 1655      | Bruder von Carl Mauritz Lewenhaupt                       |
| Arvid Wittenberg                        | 1655      |                                                          |
| Gustav Otto Stenbock                    | 1656      |                                                          |
| Axel Lillie                             | 1657      |                                                          |
| Robert Douglas                          | 1657      |                                                          |
| Gustaf Evertsson Horn                   | 1663      | Sohn von Evert Horn                                      |
| Gustaf Persson Banér                    | 1663      |                                                          |
| Lorenz von der Linde                    | 1665      |                                                          |
| Clas Åkesson Tott d. J.                 | 1665      | Sohn von Ake Tott                                        |
| Henrik Horn zu Marienburg               | 1665      |                                                          |
| Carl Mauritz Lewenhaupt                 | 1665      | Bruder von Gustaf Adolf Lewenhaupt                       |
| Christoph Delphicus von Dohna           | 1666      |                                                          |
| Simon Grundel-Helmfelt                  | 1668      |                                                          |
| Krister Horn                            | 1672      | Bruder von Bengt Horn                                    |
| Axel Julius De la Gardie                | 1674      | Sohn von Jakob De la Gardie                              |
| Conrad Mardefelt                        | 1675      |                                                          |
| Fabian von Fersen                       | 1675      | Vetter von Otto Wilhelm von Fersen                       |
| Otto Wilhelm von Königsmarck            | 1676      | Sohn von Hans Christoff von Königsmarck                  |
| Bengt Horn                              | 1677      | Bruder von Krister Horn                                  |
| Rutger von Ascheberg                    | 1678      |                                                          |
| Nils Bielke                             | 1690      |                                                          |
| Göran Sperling                          | 1690      |                                                          |
| Jakob Johann von Hastfer                | 1690      |                                                          |
| Erik Dahlberg                           | 1693      |                                                          |
| Axel Wachtmeister                       | 1696      |                                                          |
| Otto Wilhelm von Fersen                 | 1693      | Vetter von Fabian von Fersen                             |
| Jürgen Mellin                           | 1696      |                                                          |
| Carl Gustaf Rehnskiöld                  | 1706      |                                                          |
| Nils Karlsson Gyllenstierna af Fogelvik | 1709      |                                                          |
| Magnus Stenbock                         | 1712      | Sohn von Gustaf Otto Stenbock                            |
| Carl Mörner af Morlanda                 | 1717      |                                                          |
| Karl Gustav Düker                       | 1719      |                                                          |
| Erik Sparre von Sundby                  | 1719      |                                                          |
| Gustaf Adam Taube                       | 1719      | Enkel von Gustaf Evertsson Horn                          |
| Carl Gustaf Örnestedt                   | 1719      |                                                          |
| Axel Sparre                             | 1721      |                                                          |
| Berndt Otto Stackelberg d. Ä.           | 1727      |                                                          |
| Göran Silfverhielm                      | 1734      |                                                          |
| Hugo Johan Hamilton                     | 1734      | Vetter von Gustaf David Hamilton                         |
| Johan Christoffer von Düring            | 1751      |                                                          |
| Mattias Alexander von Ungern-Sternberg  | 1753      | Landmarschall; Schwiegersohn von Carl Mörner af Morlanda |
| Carl Henrik Wrangel                     | 1754      |                                                          |
| George Bogislaus Staël von Holstein     | 1757      | Titularmarschall                                         |
| Gotthard Wilhelm Marcks von Würtemberg  | 1763      | Titularmarschall                                         |
| Gustaf David Hamilton                   | 1765      | Vetter von Hugo Johan Hamilton                           |
| Fredrik Axel von Fersen                 | 1770      | Titularmarschall                                         |
| Augustin Ehrensvärd                     | 1772      |                                                          |
| Friedrich Wilhelm von Hessenstein       | 1773      | Titularmarschall                                         |
| Samuel Stierneld                        | 1773      | Titularmarschall                                         |
| Gabriel Spens                           | 1776      | Titularmarschall                                         |
| Berndt Otto Stackelberg d. J.           | 1786      | Sohn von Berndt Otto Stackelberg d. Ä.                   |
| Per Scheffer                            | 1780      | Titularmarschall                                         |
| Johan August Meijerfeldt d. J.          | 1790      |                                                          |
| Philip Julius Bernhard von Platen       | 1799      |                                                          |
| Johan Christopher Toll                  | 1807      |                                                          |
| Wilhelm Mauritz Klingspor               | 1808      |                                                          |
| Curt von Stedingk                       | 1811      |                                                          |
| Hans Henrik von Essen                   | 1811      | Ministerpräsident von Norwegen                           |
| Carl Mörner af Tuna                     | 1816      |                                                          |
| Fabian Wrede d. J.                      | 1816      |                                                          |
| Johan August Sandels                    | 1824      | Ministerpräsident von Norwegen                           |